# Valgobservatør
En valgobservatør er en person, der kontrollerer, at et valg sker på en korrekt måde og, at der ikke forekommer valgfusk. Der er oftest tale eksterne personer, som normalt ikke ville have deltaget i det aktuelle valg. 
Observatørerne skal kontrollere perioden før valget, selve afstemningen, optællingen af stemmerne, samt publiceringen af valgresultatet. De fleste observatører udsendes i OSCE's regi, men også Europarådet, FN og EU deltager med valgobservatører. 